# 내소사
내소사(來蘇寺)는 대한민국 전북특별자치도 부안군 진서면 석포리에 있는 절이다. 삼국시대 백제에서 건립되었다. 1986년 9월 9일 전라북도의 기념물 제78호 내소사일원으로 지정되었다.

## 역사
내소사는 백제 무왕 34년(633년)에 혜구두타 스님이 창건했다. 내소사가 가장 번성했을 때에는 큰 절은 대소래사, 작은 절은 소소래사가 있었다.
그 후로 대소래사는 불타 없어지고 현재의 내소사는 소소래사가 전해져온 것이라고 한다. 임진왜란 때 모든 전각이 불타 없어졌다가 인조 11년(1633년)에 청민선사가 중건했다.

## 문화재
내소사가 보유한 성보문화재는 국가지정문화재 4점과 지방 유형문화재 2점이 있다.

### 국가 지정 문화재
- 《부안 내소사 동종》 (보물 제277호)
- 《백지묵서묘법연화경》 (보물 제278호)
- 《부안 내소사 대웅보전》 (보물 제291호)
- 《부안 내소사 영산회괘불탱》 (보물 제1268호)

### 시도 지정 문화재
- 《부안 내소사 삼층석탑》 (전북 유형문화재 제124호),
- 《부안 내소사 설선당과 요사》 (전북 유형문화재 제125호)

## 사진

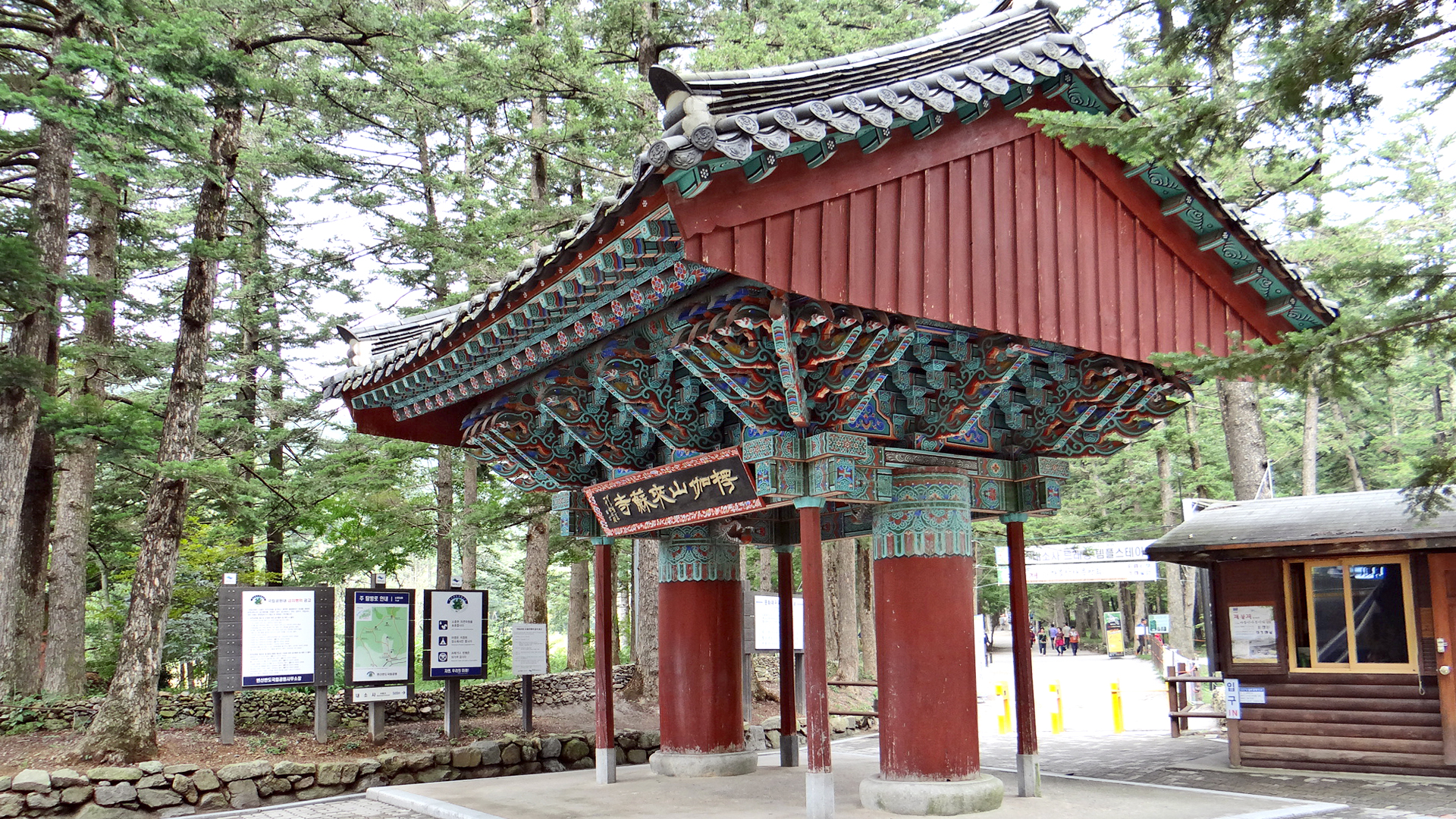
일주문
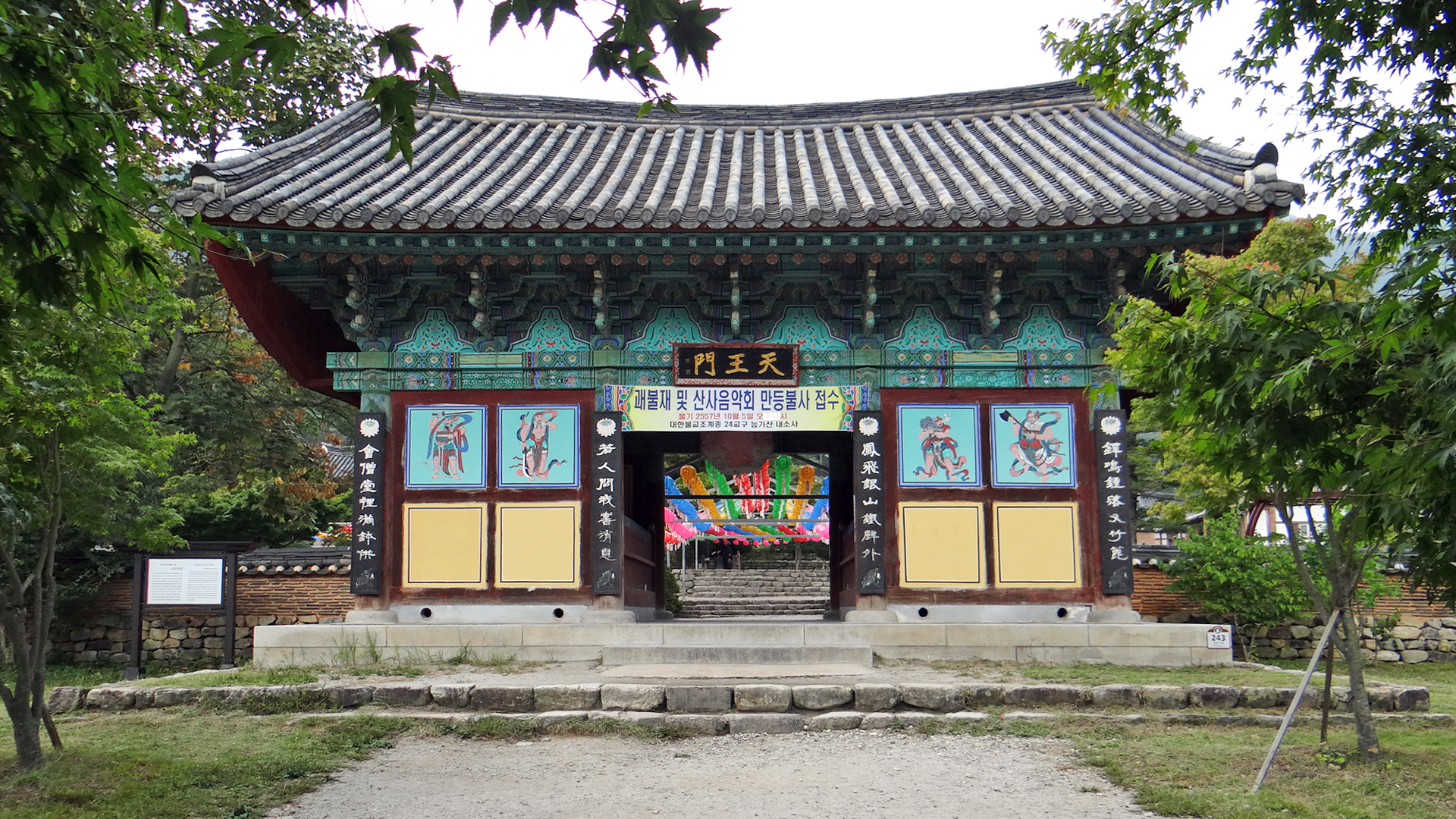
천왕문
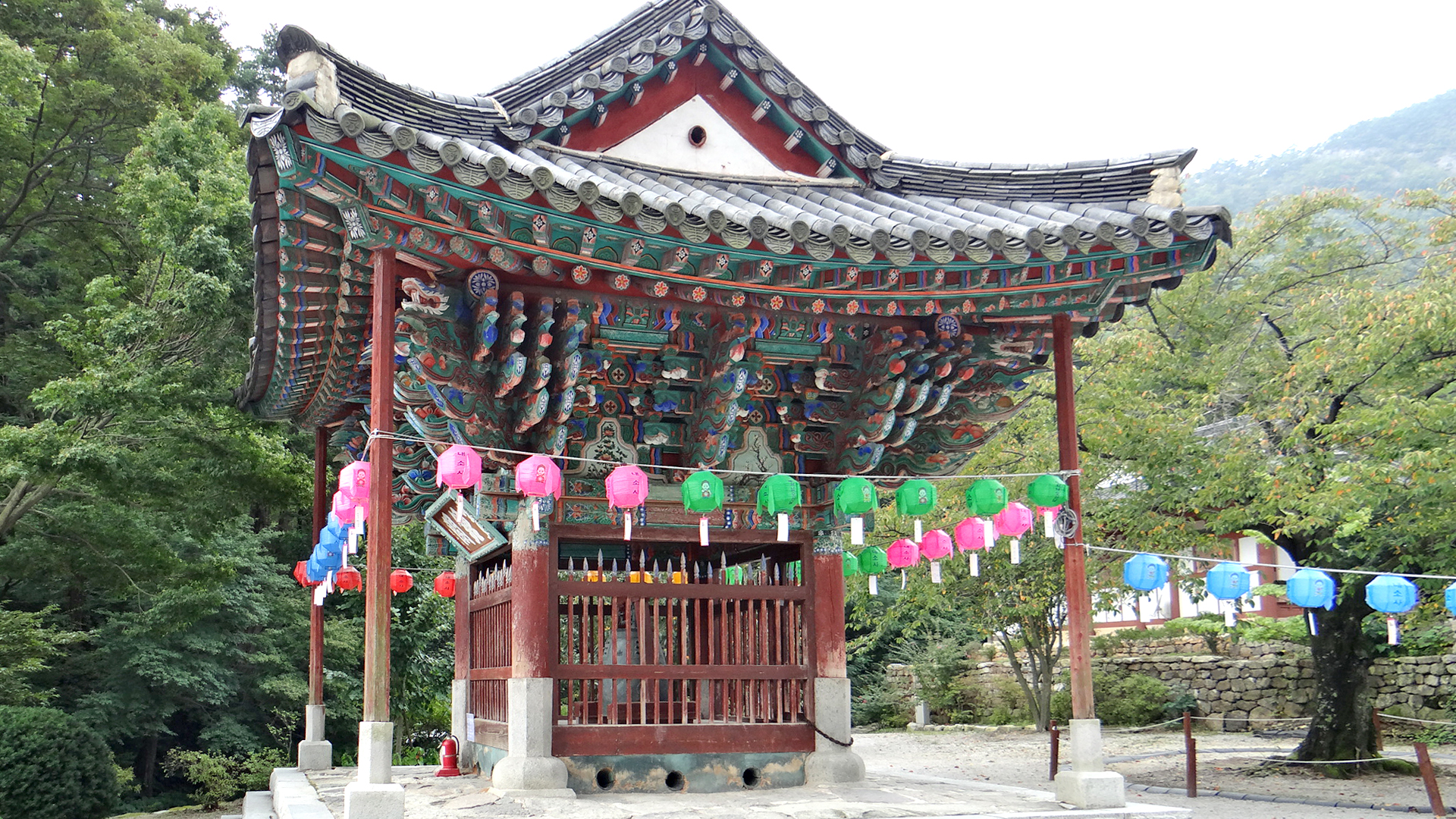
보종각
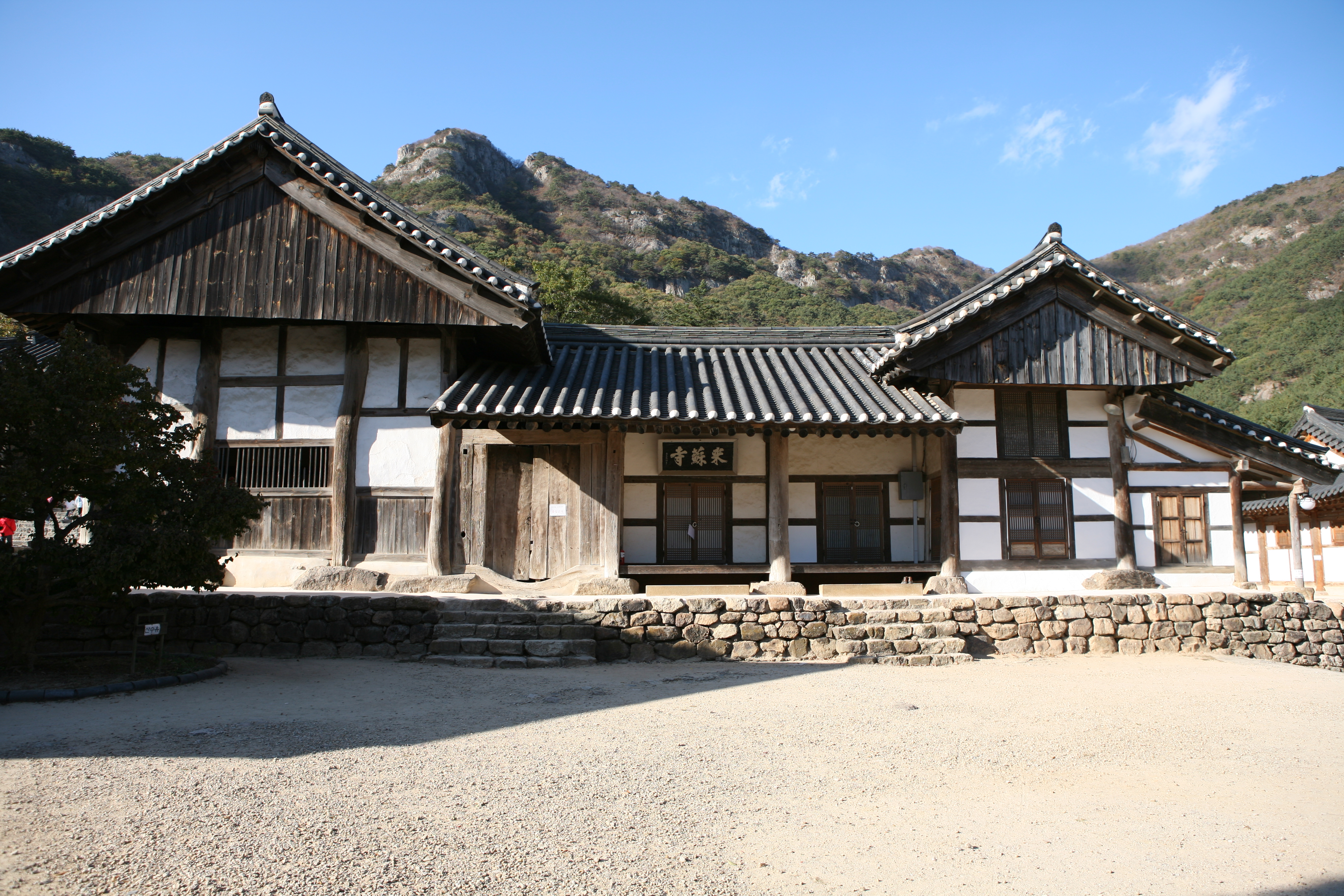
설선당과 요사
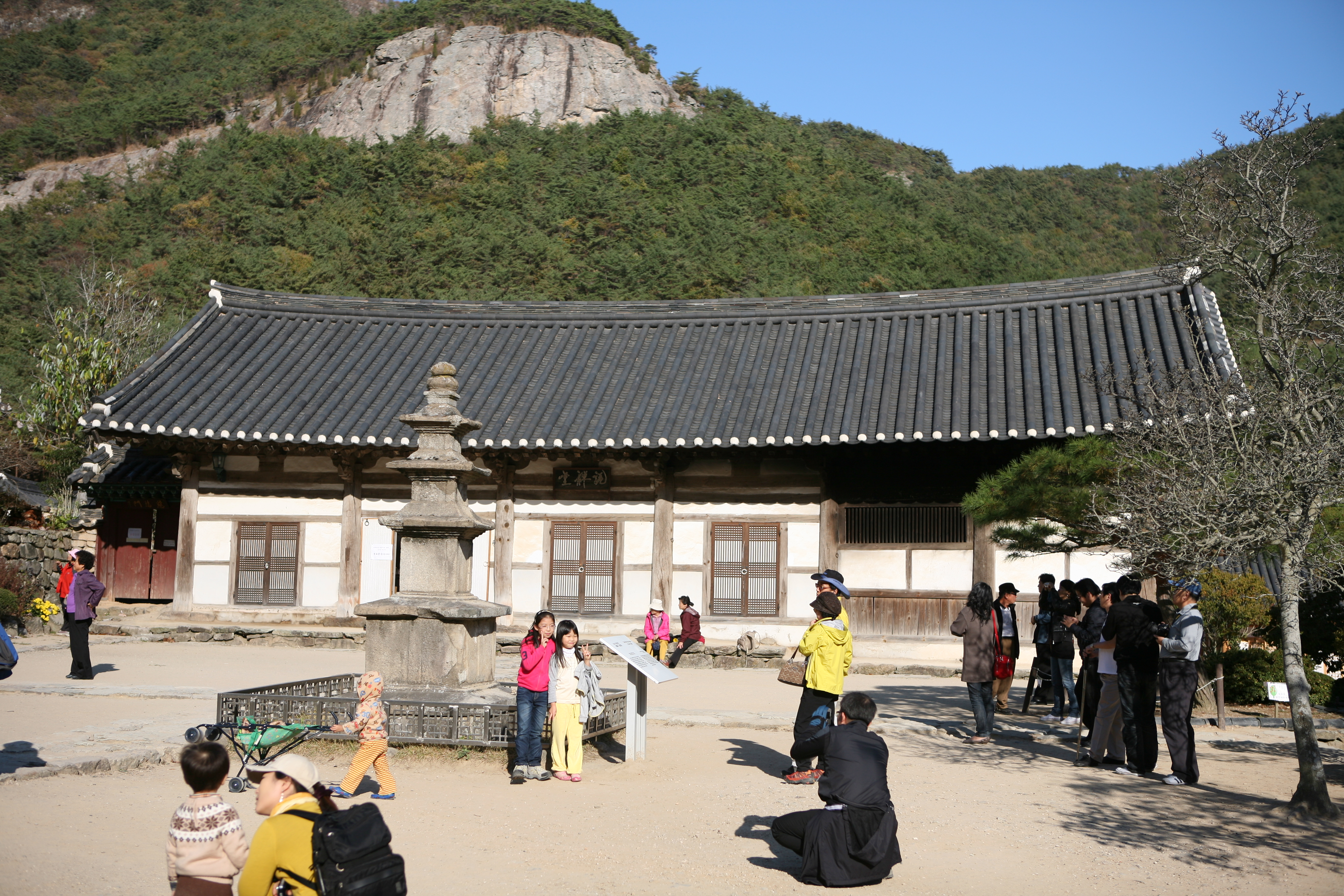
설선당과 삼층석탑
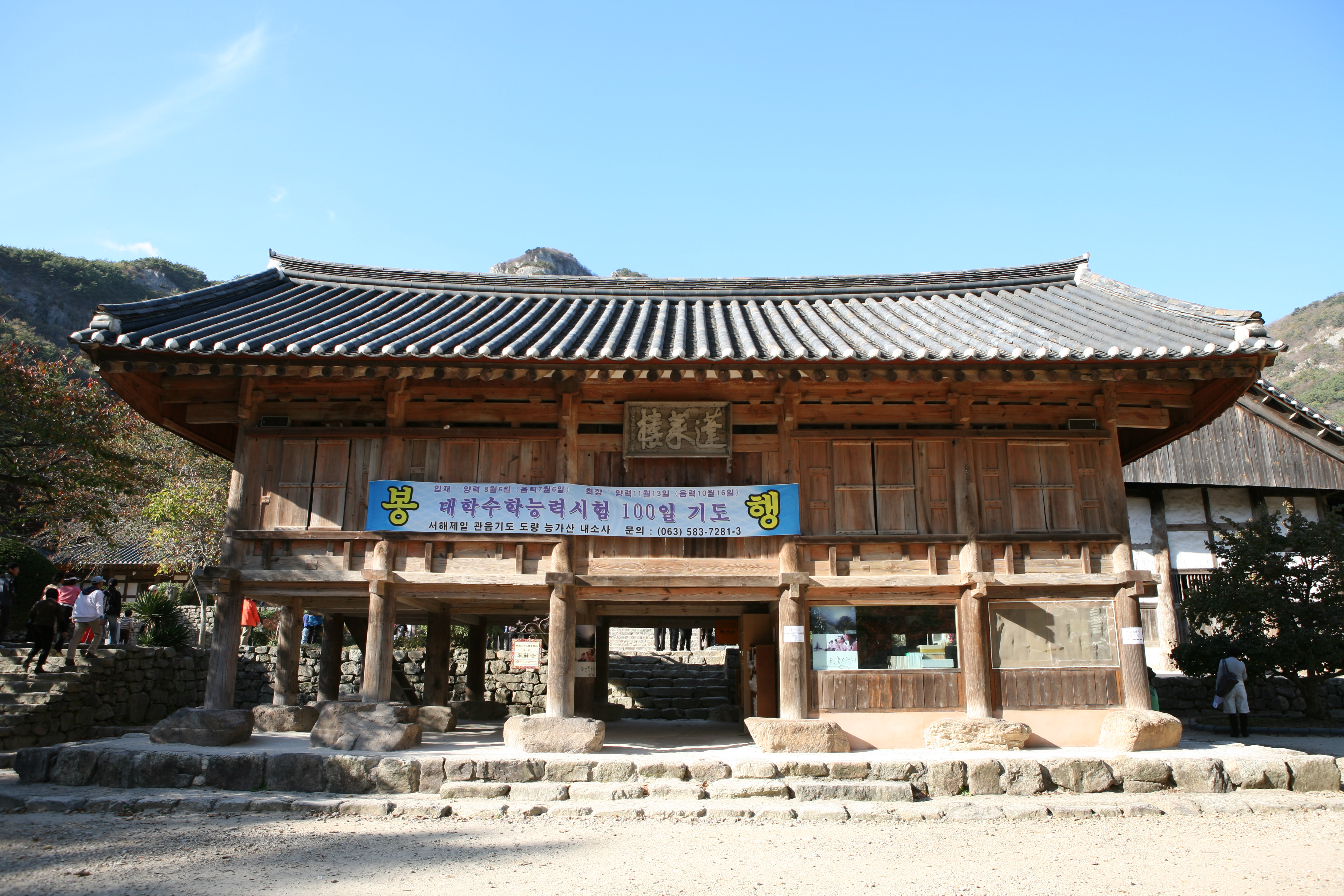
봉래루
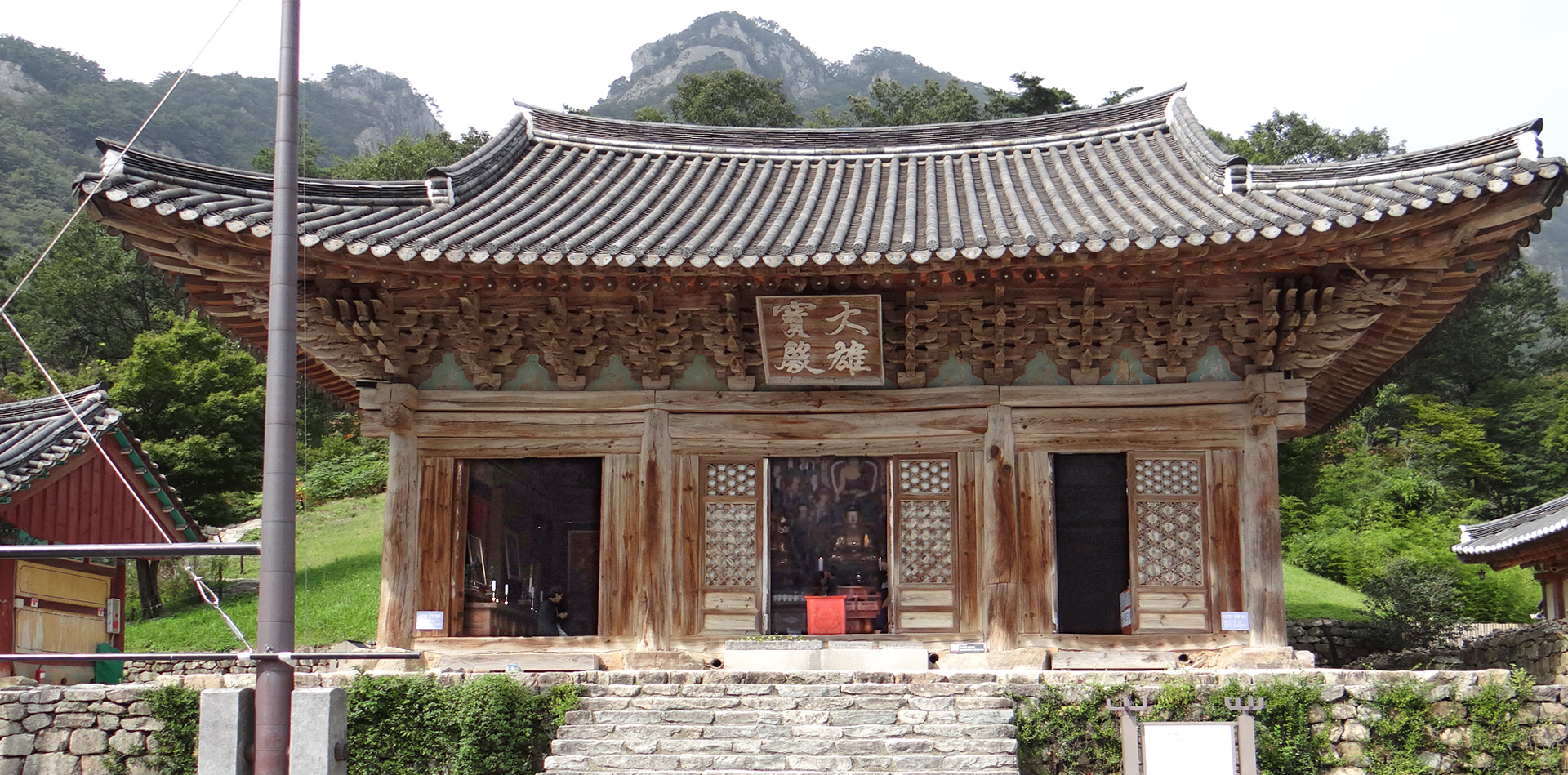
대웅보전
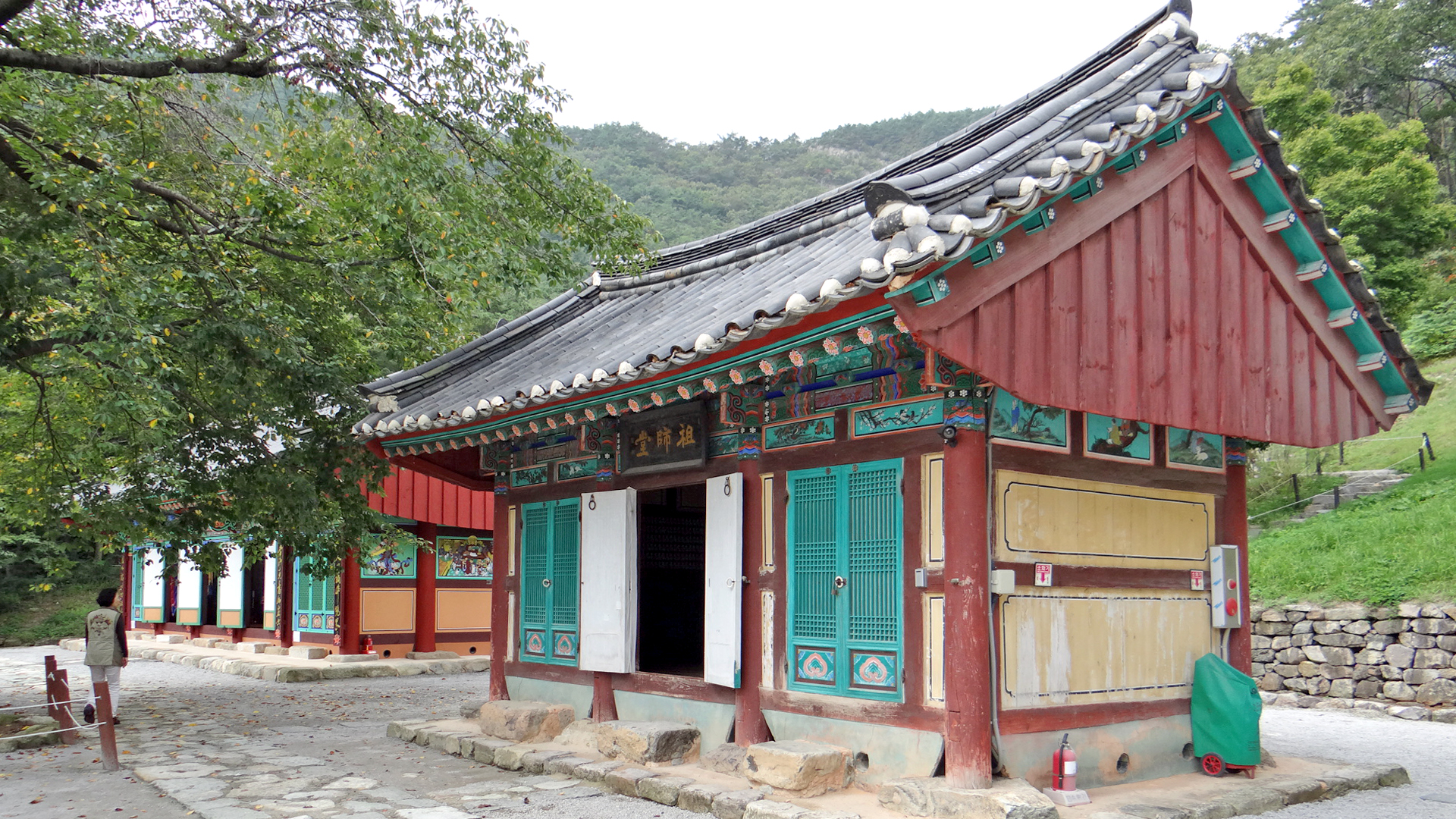
조사당
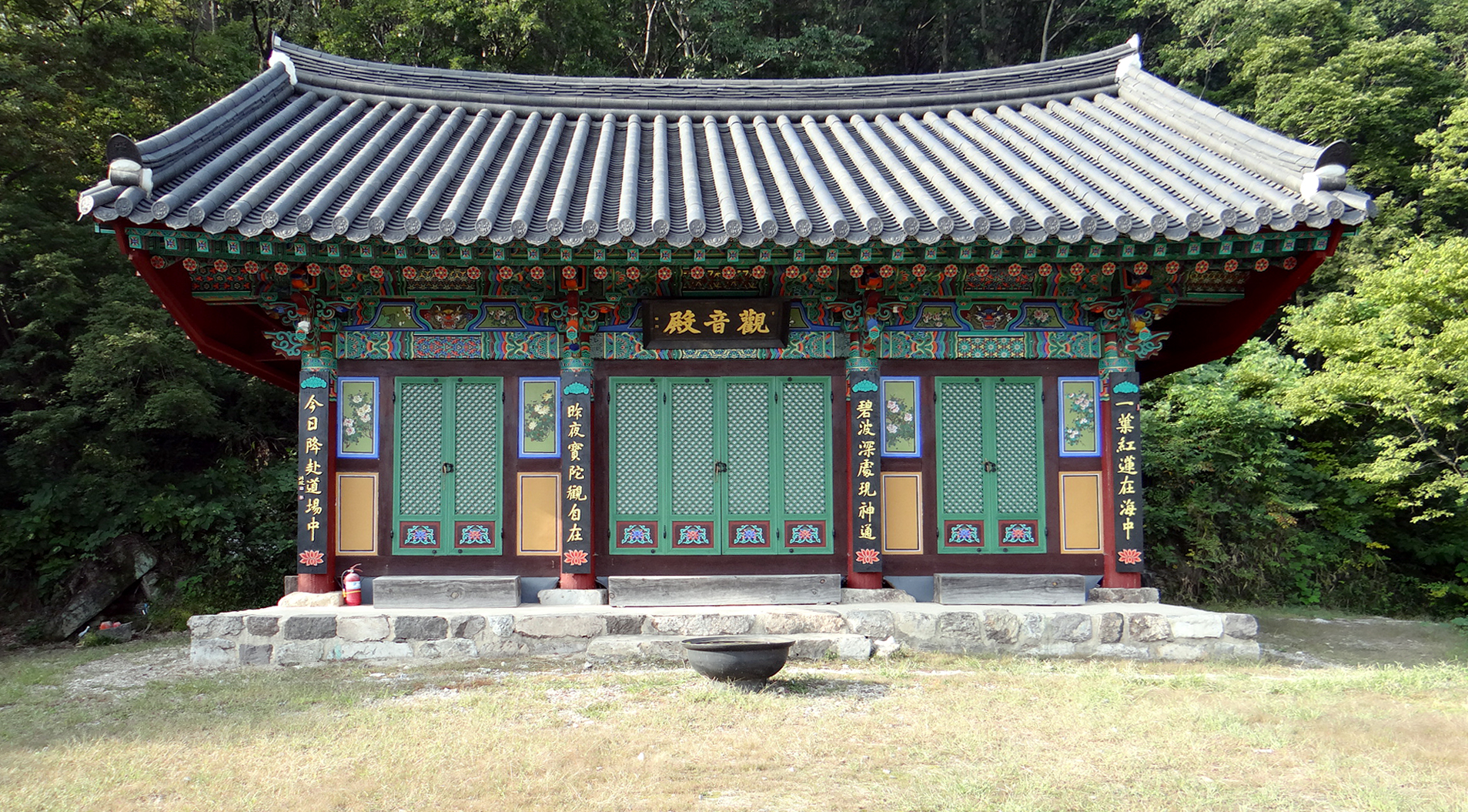
관음전
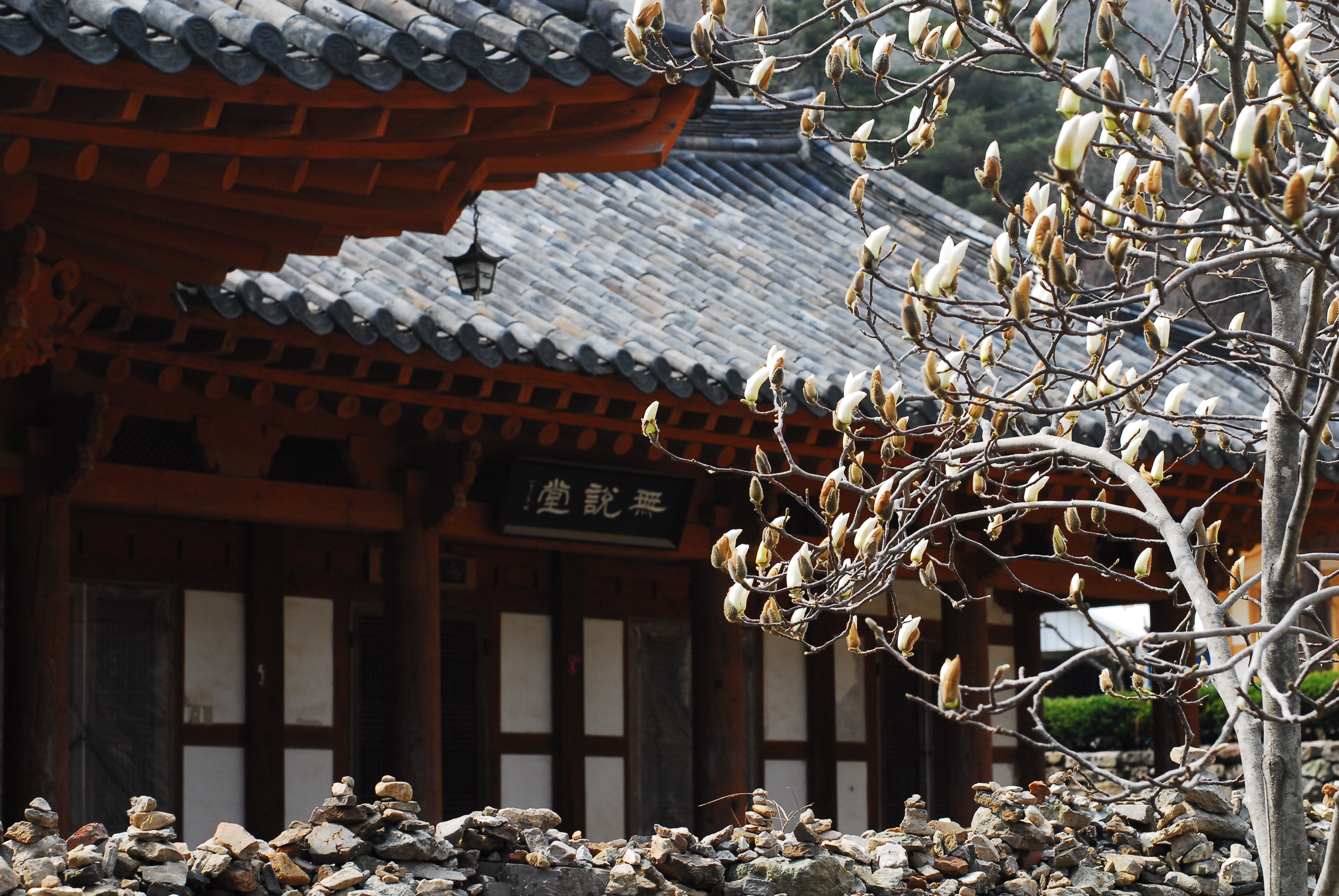
무설당
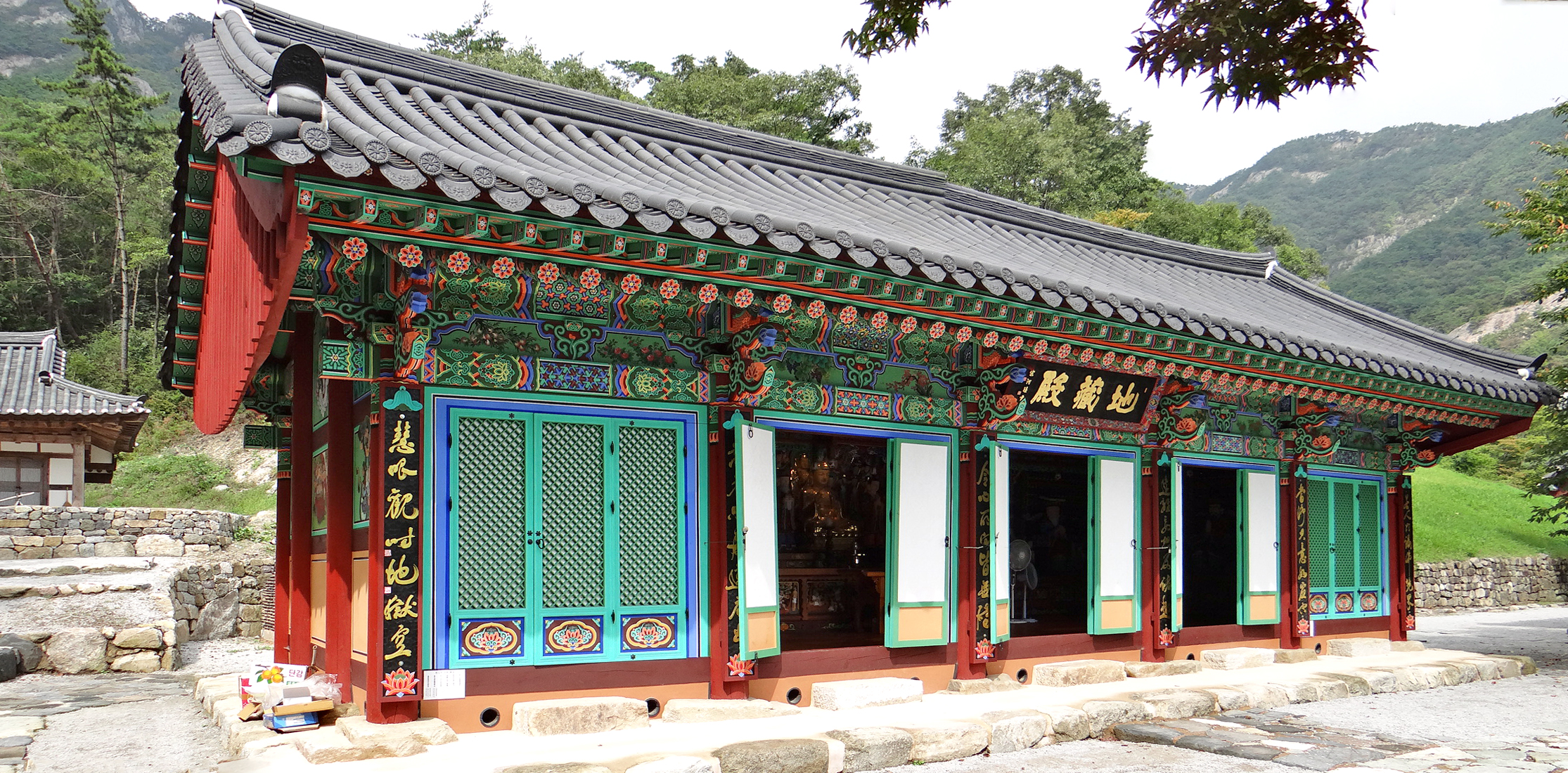
지장전
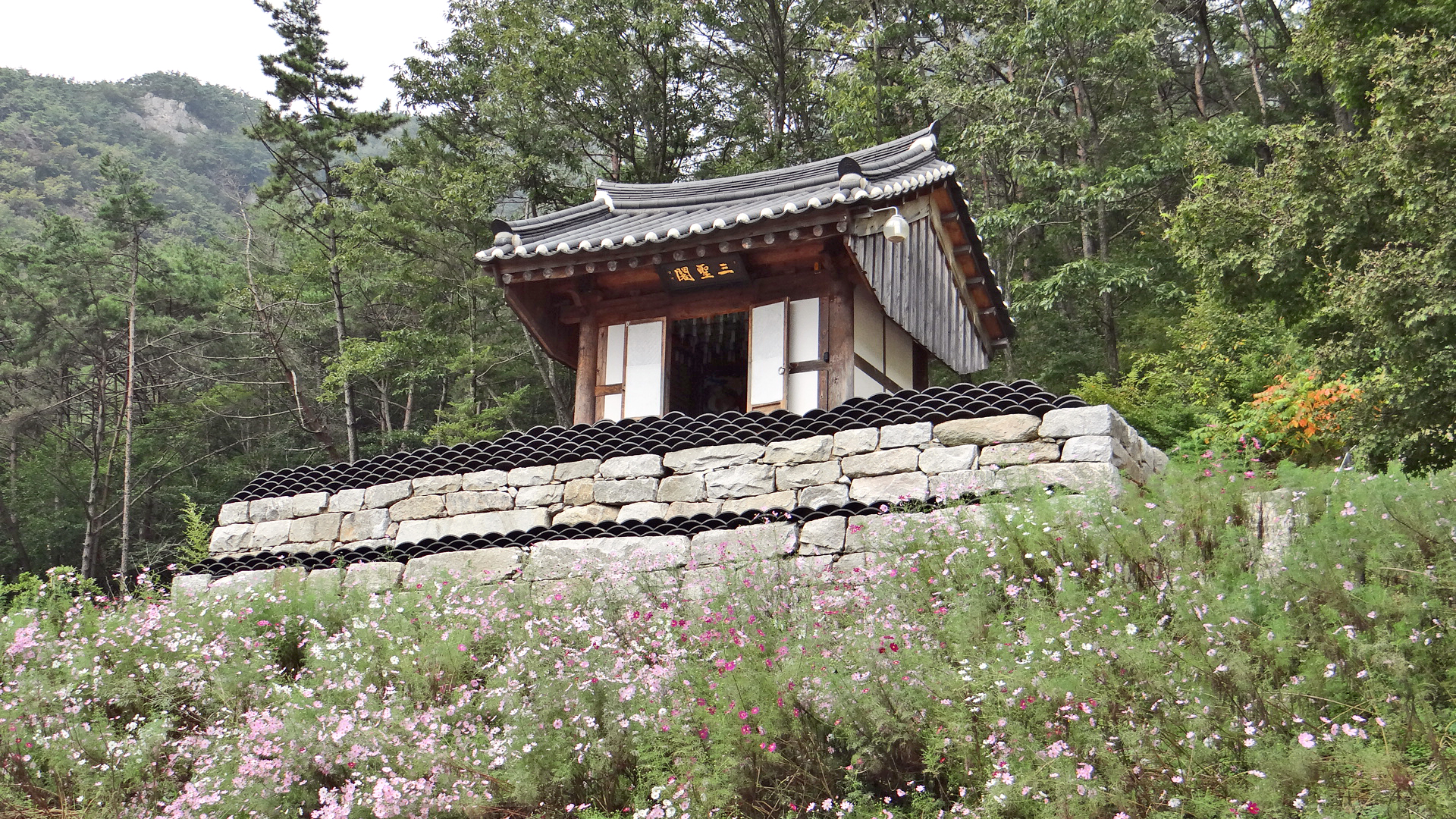
삼성각
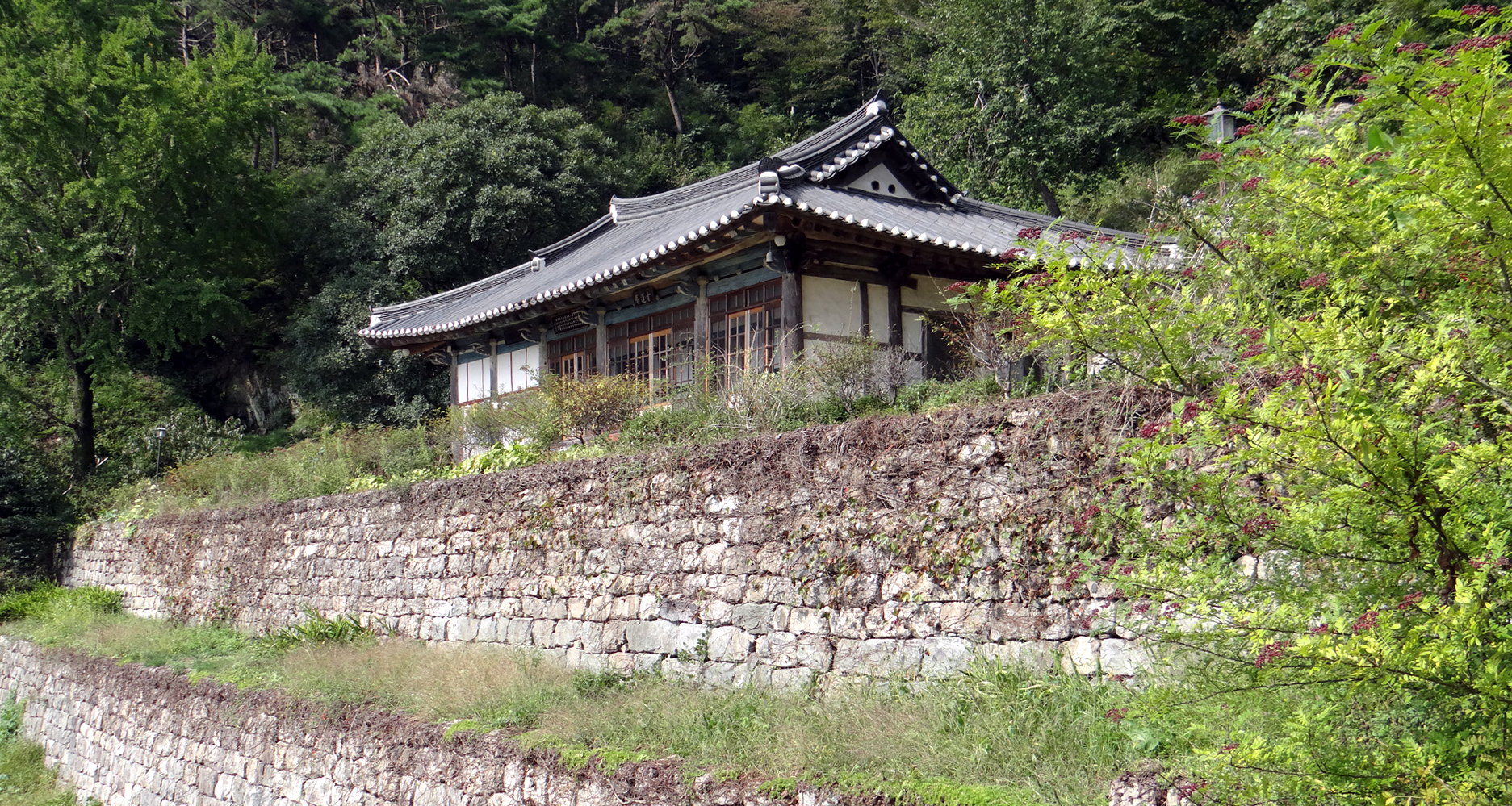
청련암
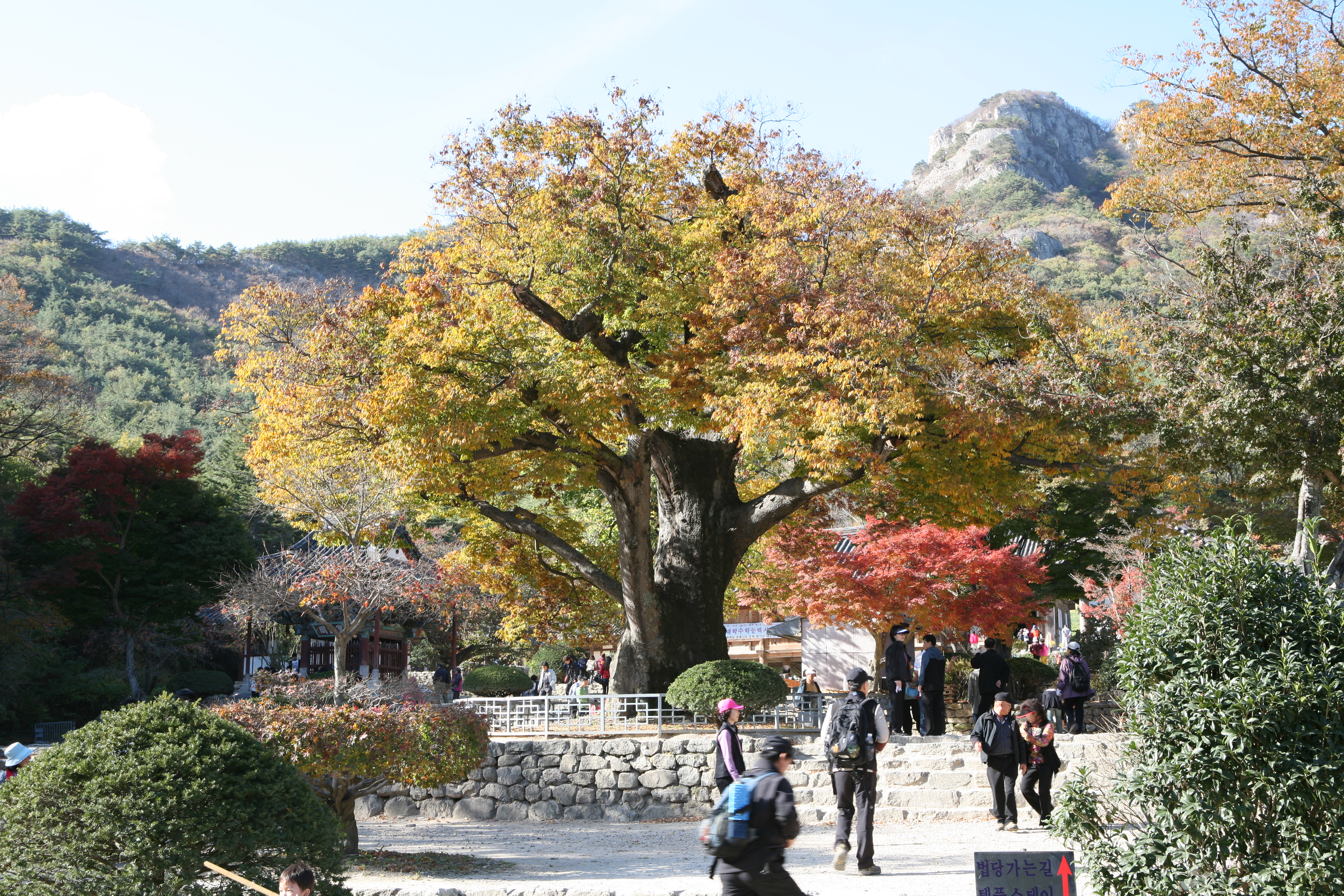
가을의 느티나무
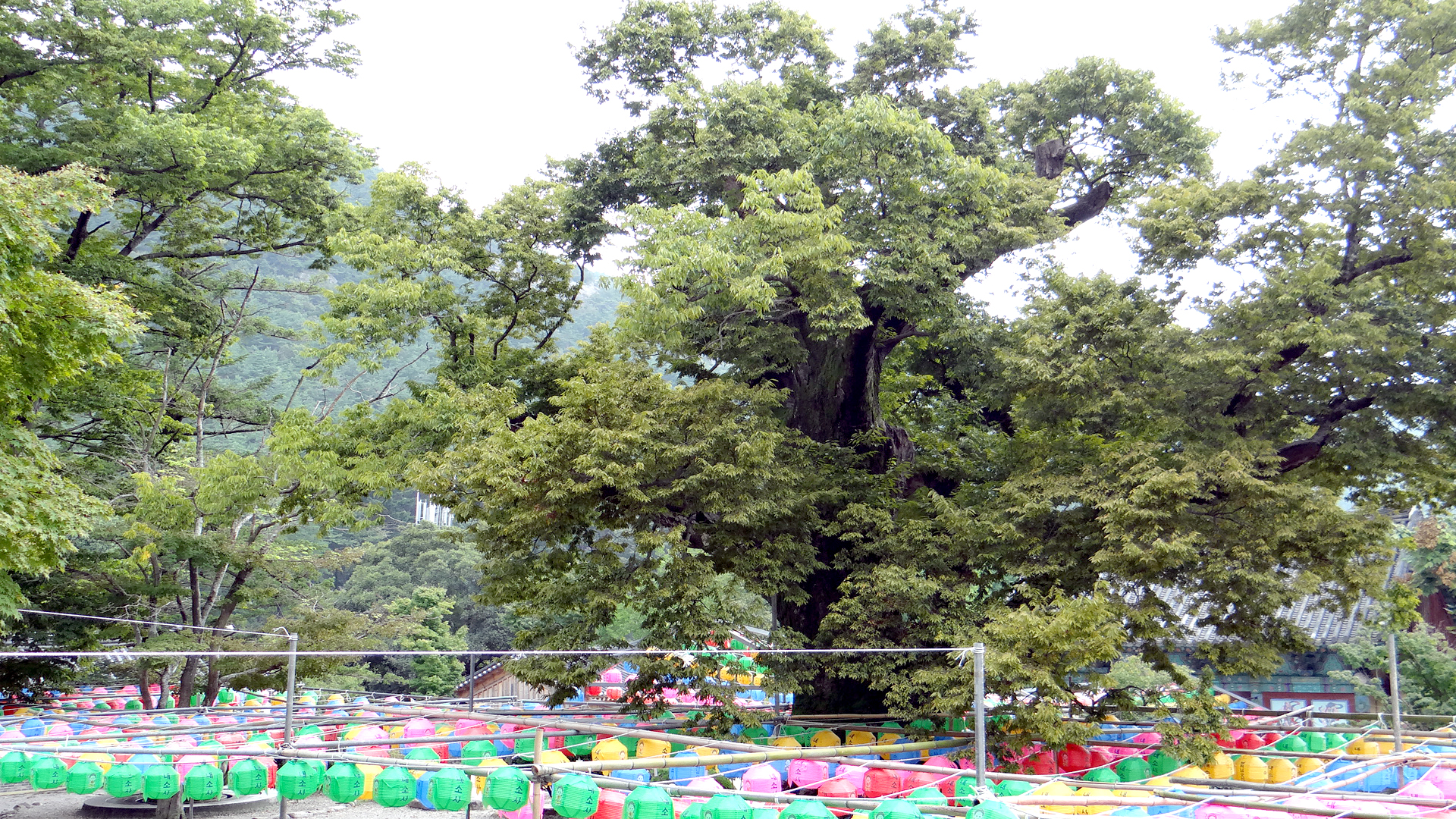
당산나무

## 같이 보기
- 백제
- 혜구두타
- 김성수
- 송진우
- 백관수
- 고광준

## 참고 문헌
- 내소사일원 - 국가유산청 국가유산포털